# Rockville, Connecticut
Rockville är en ort (CDP) i Tolland County, i delstaten Connecticut, USA. Enligt United States Census Bureau har orten en folkmängd på 7 474 invånare (2010) och en landarea på 4,4 km².